# Rozet (Arnhem)
Rozet is een cultureel centrum in de Nederlandse stad Arnhem, gericht op cultuur, kennis en educatie. Het gebouw is ontworpen door Neutelings Riedijk Architecten en werd op 10 december 2013 officieel geopend door Prinses Beatrix. De naam dankt het gebouw aan het patroon rozet dat op diverse wijzen in het gebouw is verwerkt.
In Rozet zijn onder andere de Openbare Bibliotheek, de Volksuniversiteit, Erfgoedcentrum Rozet en Kunstbedrijf Arnhem gehuisvest. Een internetplein met computers en studieruimtes staat ter beschikking van bezoekers. Er is een dakterras met uitzicht op de stad, en in het gebouw zijn een grandcafé en een restaurant gevestigd.

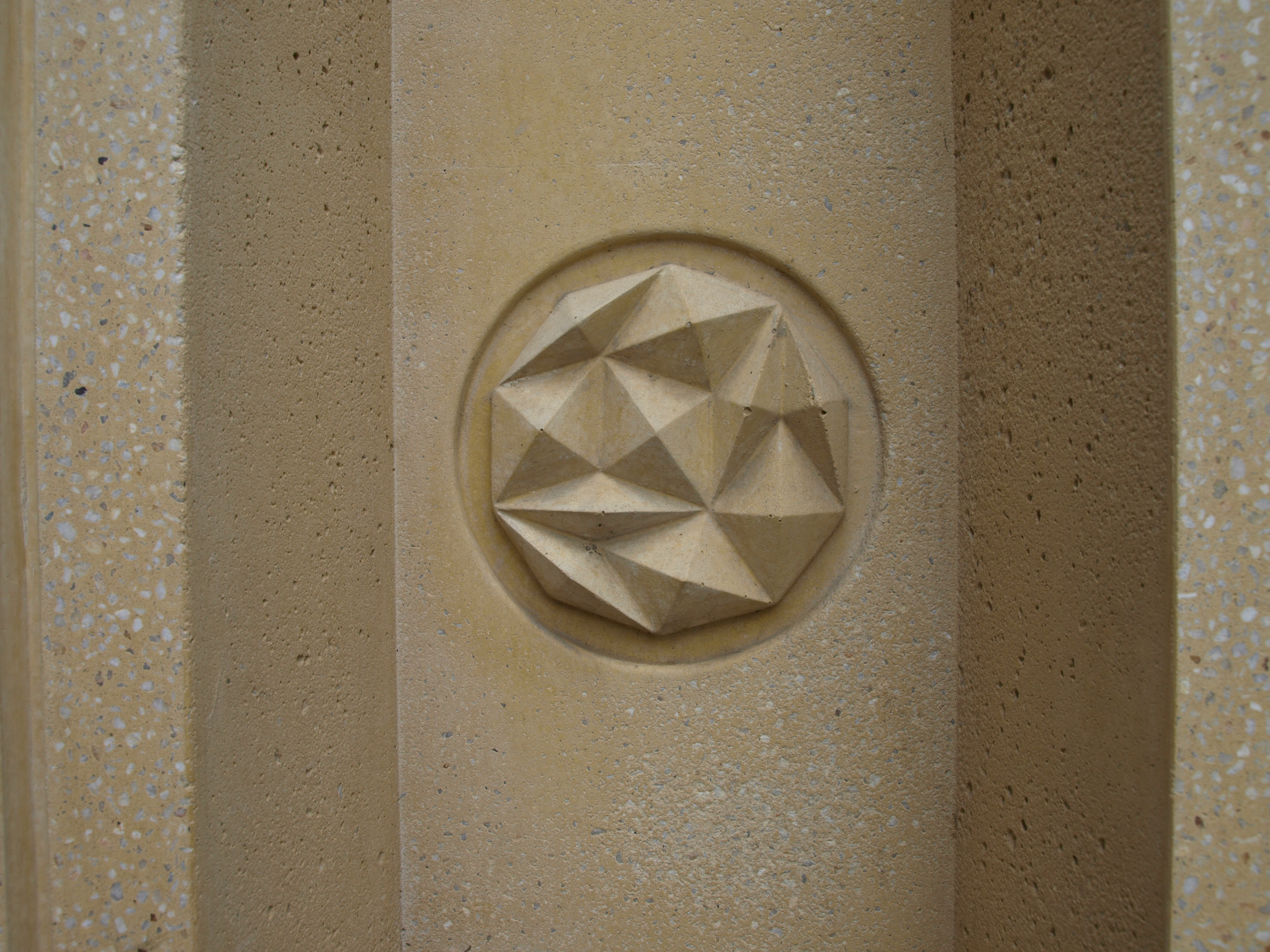
Rozet aan de buitenmuur van het gebouw

## Onderscheidingen
In 2014 werd Rozet uitgeroepen tot het Beste Gebouw van het Jaar door de Branchevereniging Nederlandse Architectenbureaus (BNA). Ook won het cultuurcentrum in datzelfde jaar de Heuvelinkprijs, voor het beste nieuwe gebouw in Arnhem en werd het uitverkozen tot winnaar van de ARC14 interieuraward. In 2016 werd Rozet genomineerd door de Royal Institute of British Architects (RIBA) voor de RIBA’s International Prize.